# Rue Amédée-Bonnet
La rue Amédée-Bonnet est une voie située dans le 6e arrondissement de Lyon, en France. Elle est nommée en l'honneur du chirurgien français Amédée Bonnet (1809-1858).

## Odonymie
Cette rue tire son nom du chirurgien Amédée Bonnet, né à Ambérieu-en-Bugey en 1809 et mort à Lyon en 1858.

## Histoire
Le nom d'Amédée Bonnet est attribué à cette voie nouvelle par le conseil d'administration des hospices civils de Lyon, et attesté dès 1885.

## Galerie

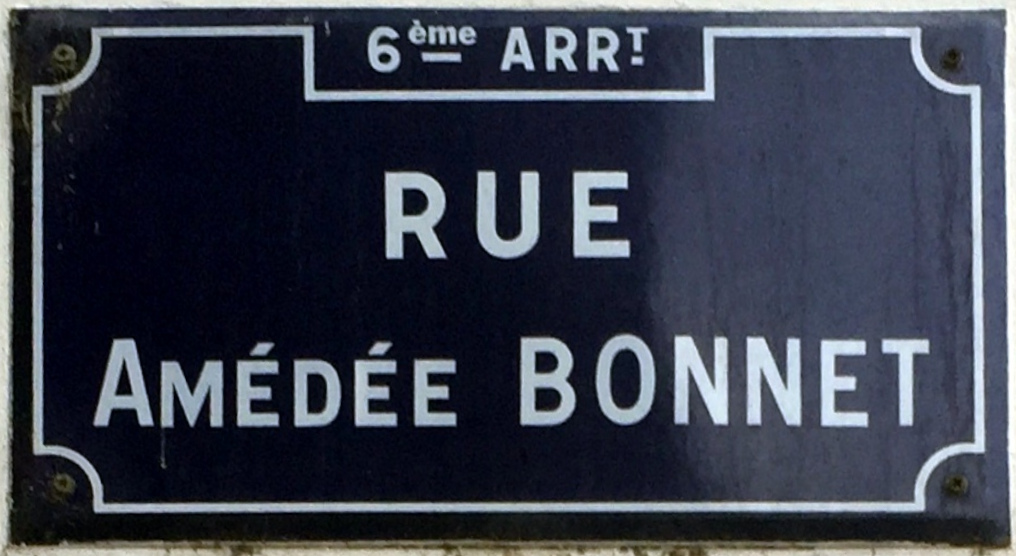
Plaque de rue en 2016.
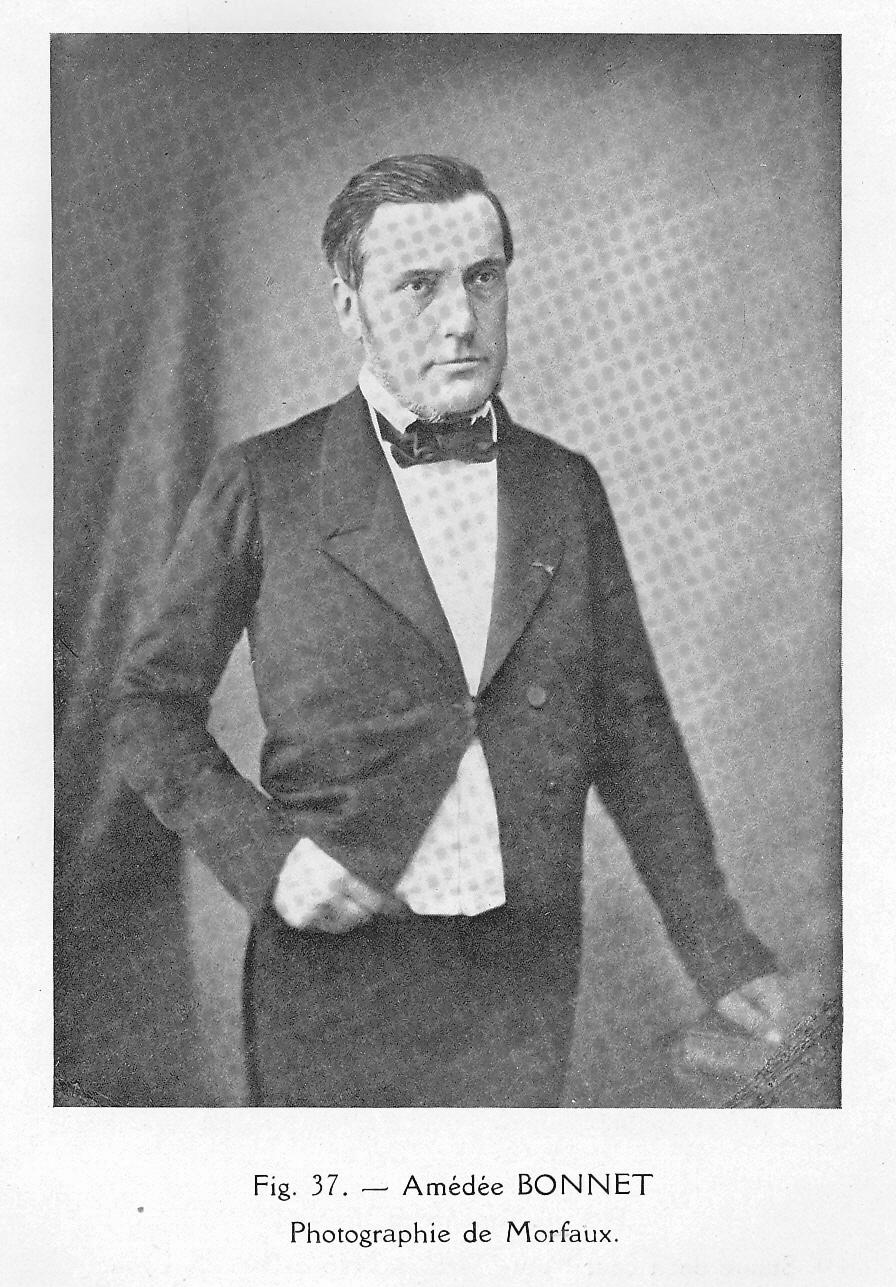
Amédée Bonnet (1809-1858).